# La Longeville
La Longeville – miejscowość i gmina we Francji, w regionie Burgundia-Franche-Comté, w departamencie Doubs.
Według danych na rok 1990 gminę zamieszkiwały 384 osoby, a gęstość zaludnienia wynosiła 25 osób/km² (wśród 1786 gmin Franche-Comté La Longeville plasuje się na 388. miejscu pod względem liczby ludności, natomiast pod względem powierzchni na miejscu 197.).